# Meigenia devicta
Meigenia devicta là một loài ruồi trong họ Tachinidae.